# Dansk kulturhistorisk Opslagsværk
Dansk kulturhistorisk Opslagsværk er et tobindsværk om kulturhistorien i Danmark.
Værket blev udgivet i 1991 af Dansk Historisk Fællesforening under redaktion af Erik Alstrup og Poul Erik Olsen.
Opslagsværket indeholder cirka 600 artikler og et register på cirka 10.000 ord og dækker perioden fra cirka 1400 til cirka 1914.
Blandt de cirka 200 bidragydere er Anders Monrad Møller, Bent Blüdnikow, Dorthe Falcon Møller, Ditlev Tamm og Tyge Krogh.